# Farysia merrillii
Farysia merrillii är en svampart som först beskrevs av Henn., och fick sitt nu gällande namn av Syd. & P. Syd. 1919. Farysia merrillii ingår i släktet Farysia och familjen Anthracoideaceae.   Inga underarter finns listade i Catalogue of Life.